# Mambor
Mambor (Dendroaspis) är ett dagaktivt släkte i familjen giftsnokar som lever i Afrika. Släktnamnet är sammansatt av forngrekiska "dendro", träd, och "aspis", huggorm, i den generella bemärkelsen giftig orm.
Samtliga mambor har ett för människan farligt gift, främst bestående av nervgifter.
Vuxna exemplar är med en längd av 1,5 till 4 meter medelstora till stora ormar. De grönaktiga arterna klättrar främst i växtligheten och den svarta mamban är marklevande. Mambor har fåglar och mindre däggdjur som byten. De är aktiva på dagen.

## Arter
- Svart mamba (Dendroaspis polylepis)  Den lever i södra Afrika, huvudsakligen på savanner, i klippor och öppna skogslandskap, ofta i buskar och små träd. Födan består i huvudsak av små fåglar och gnagare och trots sitt rykte har den stor betydelse för skadedjursbekämpningen.

- Grön mamba (Dendroaspis angusticeps), även kallad östlig grön mamba, är en trädlevande giftsnok som lever från de kustnära skogarna i Östra Kapprovinsen i Sydafrika, till Moçambique och Zimbabwe. Gröna mambor bygger sina bon nära träd, ofta i gröna skogar, kustskogar eller fuktiga savanner. Bambusnår och mangoplantager är också kända tillhåll.

- Västlig grön mamba (Dendroaspis viridis), även kallad västlig mamba och västafrikansk mamba, är en lång och tunn trädlevande giftsnok som förekommer i Västafrikas regnskogar, bland annat i Liberia och Elfenbenskusten.

- Dendroaspis jamesoni (Jamesons mamba). Förekommer främst i centralafrikas ekvatorbälte, från västkusten till Kenyas västligaste delar.

## Galleri

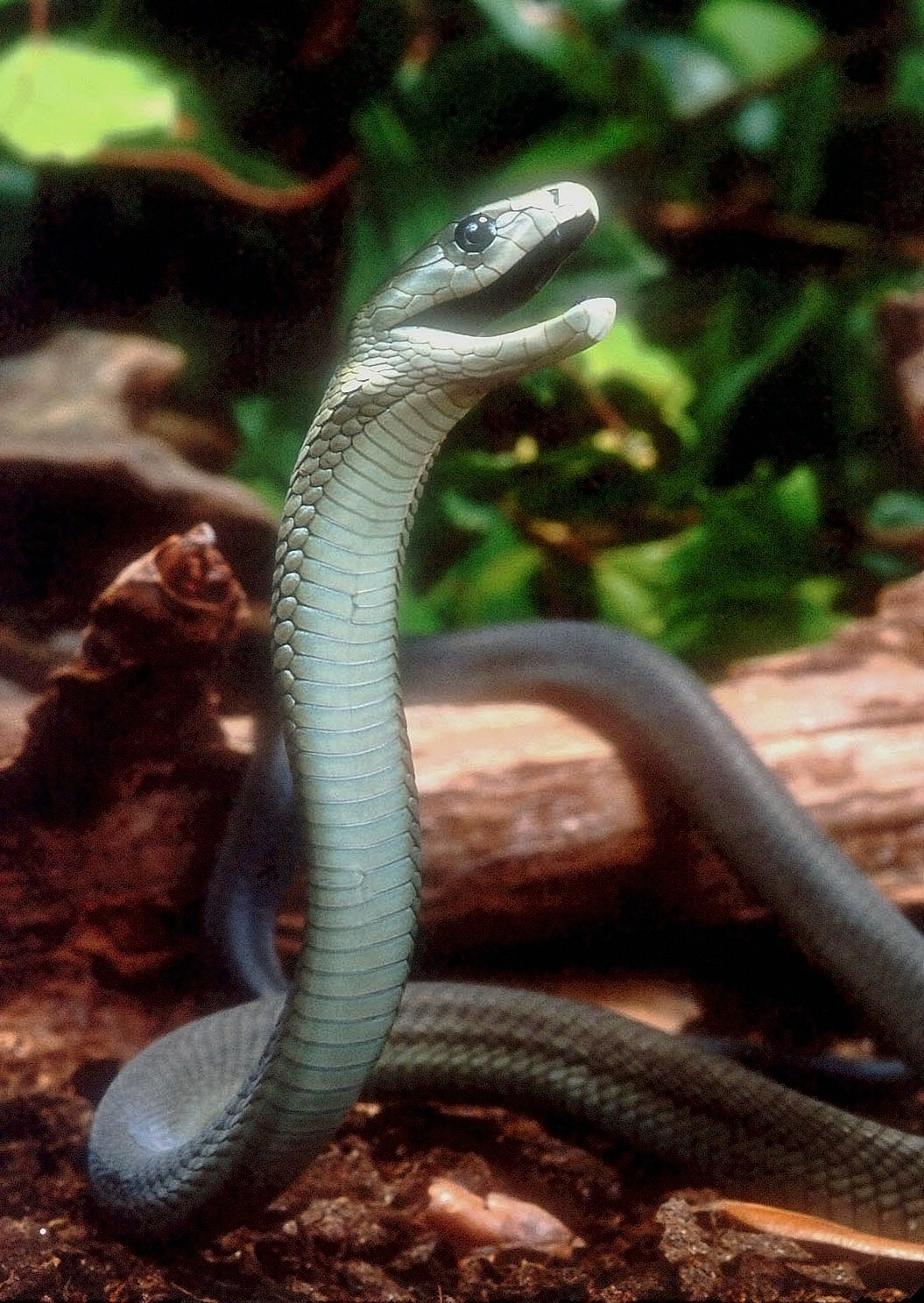
Svart mamba
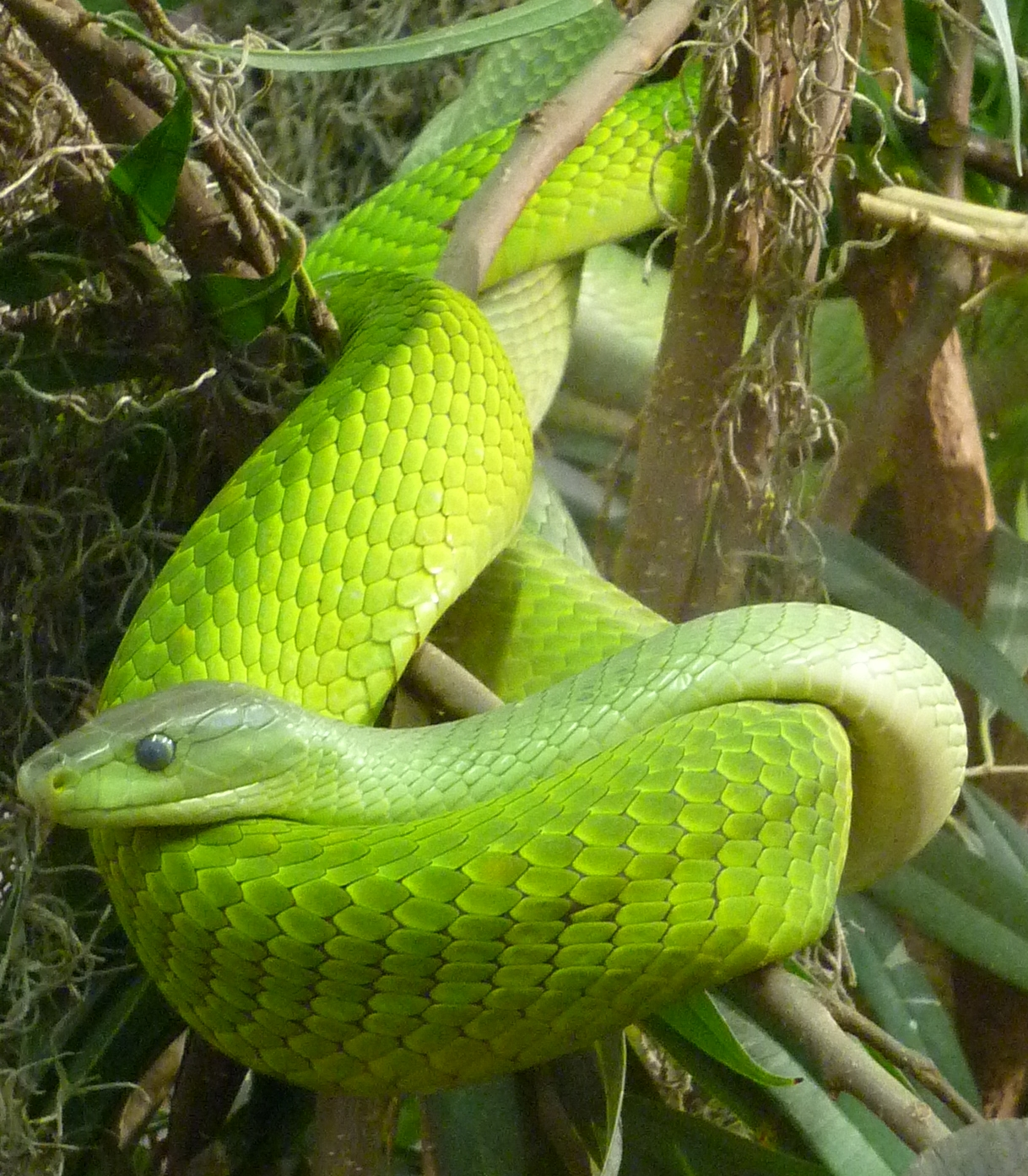
Grön mamba
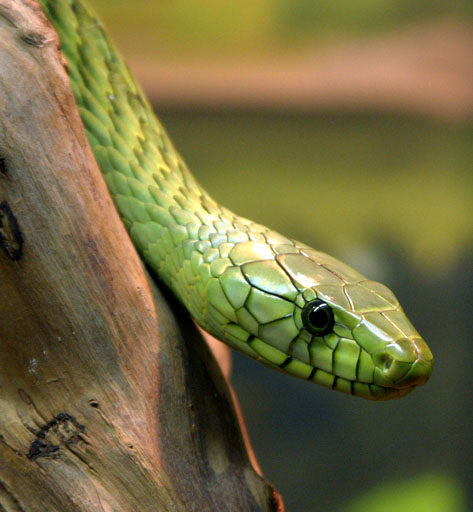
Västlig grön mamba
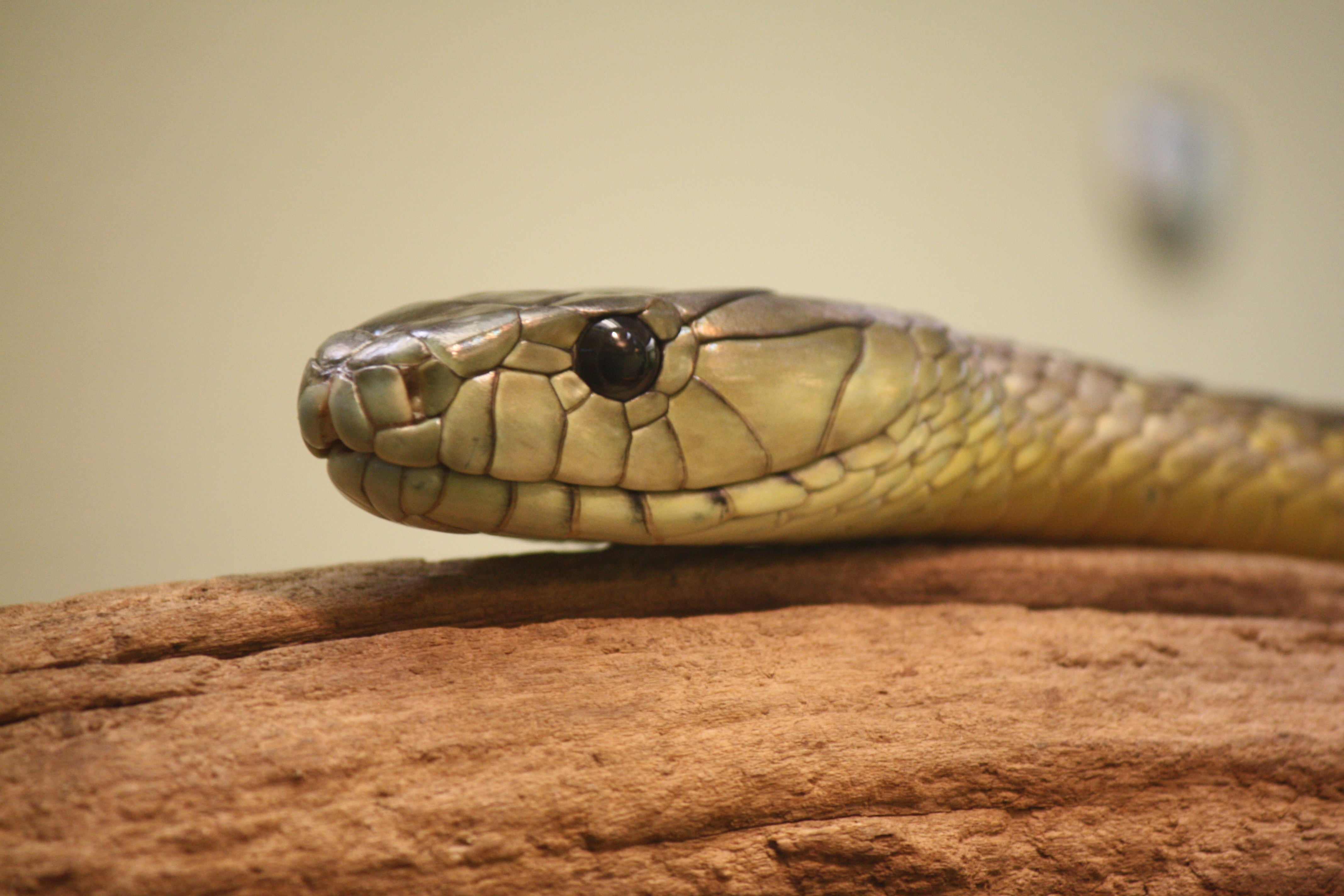
Dendroaspis jamesoni